# Доминирование глобального механизма восприятия
Доминирование глобального механизма восприятия (Global precedence) - эффект превалирования целостного изображения, а не его деталей, в восприятии человека. Впервые описан Давидом Навоном в статье 1977 года Forest Before Trees: The Precedence of Global Features in Visual Perception.
Изображения и другие визуальные стимулы состоят из локальных черт (детали, части) и глобальных черт (целое). Доминирование одного из механизмов восприятия (локального или глобального) означает, что внимание человека направлено на один из этих уровней.  Доминирование глобального механизма происходит, когда человек при предоставлении фигуры, имеющей и локальный, и глобальный уровни лучше определяет глобальные черты. Такой механизм восприятия коррелирует с холистической (глобальной) стратегией обработки информации, в то время как лучшее определение локальных черт говорит о преобладании аналитической (локальной) стратегии. Хотя доминирование глобального механизма восприятия обычно превалирует, преобладание локальных механизмов также присутствует у некоторых индивидуумов. Доминирование глобального механизма восприятия тесно связано с законом группировки гештальтпсихологии и с эффектом глобальной интерференции, который имеет место, когда человека просят идентифицировать локальную черту стимула, но глобальные черты вмешиваются в процесс восприятия и увеличивают время реакции.

## Базовые методики
Впервые доминирование глобального механизма восприятия было описано Давидом Навоном в экспериментах с так называемыми фигурами Навона (в виде букв), которые имели два иерархических уровня: крупная буква (глобальный уровень), состоящая из более мелких букв (локальный уровень). Символы этих уровней либо совпадали, либо были нейтральны, либо несогласующимися (например, большая «Н» состояла из маленьких «S» и наоборот). Испытуемым давались разные задания, в ходе которых они должны были сфокусировать внимание либо на глобальном, либо на локальном уровне, и измерялись правильность и скорость их ответов.
| Согласующиеся                                           | Нейтральные                                             | Несогласующиеся                                         |
| ------------------------------------------------------- | ------------------------------------------------------- | ------------------------------------------------------- |
| TTTTTTTTTTTT TTTTTTTTTTTT TTTT TTTT TTTT TTTT TTTT TTTT | ++++++++++++ ++++++++++++ ++++ ++++ ++++ ++++ ++++ ++++ | SSSSSSSSSSSS SSSSSSSSSSSS SSSS SSSS SSSS SSSS SSSS SSSS |

Другой тип задания представлял собой демонстрацию стимула-мишени испытуемому, за которой следовал показ двух других стимулов, один из которых совпадал с исходным на глобальном уровне, а другой - на локальном. Экспериментаторы замеряли, какой из пары стимулов выбирался испытуемым как совпадающий со стимулом-мишенью.

## Некоторые результаты и теории

### Теория Навона
Эксперименты продемонстрировали, что время реакции на определение более крупной буквы (глобальный уровень) меньше, чем время, затраченное на определение локального уровня стимула, что позволило Навону сделать вывод о доминировании глобального механизма восприятия. Более того, эффект глобальной интерференции происходит автоматически, даже когда внимание направлено на локальный уровень, что приводит к увеличению времени реакции. Исследование Навона, фигуры Навона или их вариации активно используются практически во всех исследованиях по доминированию глобального механизма восприятия и по преобладающей стратегии обработки информации.

### Расовые и культурные различия
Когда фигура Навона предоставляется представителю белой европеоидной расы, наблюдается небольшое доминирование локального механизма, однако представители восточно-азиатского региона демонстрируют очевидное доминирование глобального механизма, будучи быстрее или точнее в ответах, касающихся глобального уровня стимула. Склонность к доминированию глобального механизма также налицо среди представителей второго поколения азиато-австралийцев , но корреляция слабее наблюдаемой у недавних иммигрантов. Это может являться последствием контраста внешних сред Восточной Азии и западных городов, уровень визуальной многосложности которых различен. Тенденция к обработке информации более аналитически или холистически также объяснялась различием в мозговых структурах. Помимо осознанных процессов памяти и внимания, ученые также обратились к неосознанным знаниям, полученным в результате имплицитного научения и пришли к выводу, что люди восточного происхождения (японцы) и здесь демонстрируют большую склонность к глобальному механизму, чем европейцы (британцы). Что же касается африканских культур, то было проведено исследование представителей культуры Химба, в ходе которого было выявлено доминирование локального механизма, что лишний раз подчеркнуло неуниверсальность принципа глобального доминирования механизма восприятия.

### Возрастные различия
Обработка информации варьируется среди различных возрастных групп, что подтверждает ряд исследований, использовавших фигуры Навона и подобные им.

#### Дети и подростки
Когда детям и подросткам дают задание на определение локальных и глобальных черт, они демонстрируют склонность к доминированию локальных механизмов, и эта тенденция продолжается до подросткового возраста, когда начинается переход к доминированию глобальных механизмов, которые затем усиливаются с возрастом.  Однако, также было выяснено, что в младенчестве преобладают глобальные механизмы, что, возможно, связано с высокой пространственной частотой информации и ограниченным зрением.

#### Старение
Исследования испытуемых в возрасте показали ослабление доминирования глобальных механизмов восприятия. Молодые взрослые демонстрируют усиление доминирования глобальных механизмов, если число мелких, локальных букв, из которых состоит крупный стимул, растет, однако этого не наблюдается у испытуемых в возрасте.